# Seznam krajev Unescove svetovne dediščine v Združenem kraljestvu
Svetovna dediščina Organizacije Združenih narodov za izobraževanje, znanost in kulturo (UNESCO) je pomembna za kulturno ali naravno dediščino, kot je opisano v Unescovi konvenciji o svetovni dediščini, ustanovljeni leta 1972
V Združenem kraljestvu in britanskih čezmorskih ozemljih je 33 območij Unescove svetovne dediščine. Unescov seznam vsebuje eno določeno območje tako v Angliji kot na Škotskem (meje Rimskega cesarstva) ter 18 izključno v Angliji, 5 na Škotskem, 4 v Walesu, 1 na Severnem Irskem in 1 na vsakem od čezmorskih ozemelj Bermudskih otokih, Gibraltarju, Pitcairnovih otokih in Sveta Helena. Obstaja še eno mesto, delno na ozemlju Združenega kraljestva, Akrotiri in Dekelija, vendar se šteje za del ciprskega seznama. Prva območja v Združenem kraljestvu, ki so bila vpisana na seznam svetovne dediščine, sta bila Velikanova pot in Causeway Coast; grad Durham in stolnica v Durhamu; Industrijski spomeniki v soteski Ironbridge; Studley Royal Park, vključno z ruševinami opatije Fountains; Stonehenge, Avebury in z njimi povezana mesta; ter Gradovi in mestno obzidje kralja Edvarda I. v Gwyneddu leta 1986. Najnovejša mesta, ki so bila vpisana, sta bila Skrilasta pokrajina severozahodnega Walesa in Bath Spa (kot del Velika zdraviliška mesta Evrope) julija 2021.
Ustavo Organizacije Združenih narodov za izobraževanje, znanost in kulturo (običajno imenovane UNESCO) je leta 1946 ratificiralo 26 držav, vključno z Združenim kraljestvom. Njegov namen je bil zagotoviti »ohranjanje in zaščito svetovne dediščine knjig, umetniških del ter spomenikov zgodovine in znanosti«. Nekatere določene nepremičnine vsebujejo več območij, ki imajo skupno geografsko lokacijo ali kulturno dediščino.
Nacionalna komisija Združenega kraljestva za Unesco svetuje britanski vladi, ki je odgovorna za vzdrževanje njenih območij svetovne dediščine, o politikah v zvezi z Unescom. Nacionalna komisija Združenega kraljestva za Unesco je v letih 2014–2015 izvedla raziskavo o širši vrednosti Unesca za Združeno kraljestvo in ugotovila, da so območja svetovne dediščine Združenega kraljestva od aprila 2014 do marca 2015 ustvarila približno 85 milijonov funtov s svojo povezavo z globalno mrežo.
Merila izbire območja svetovne dediščine i–vi so kulturno povezana, merila izbire vii–x pa so naravna merila. Triindvajset dediščin je označenih kot kulturne, štiri kot naravne in ena kot mešana. Otočje St. Kilda je edino mešano območje svetovne dediščine v Združenem kraljestvu. Območje, ki je bilo prvotno ohranjeno samo zaradi svojih naravnih habitatov, je bilo leta 2005 razširjeno tako, da je vključilo kroparsko skupnost, ki je nekoč naseljevala arhipelag. Naravne znamenitosti so obala Dorset in East Devon; Giant's Causeway in Causeway Coast; otoki Gough in Inaccessible; in otok Henderson. Ostali so kulturni.
Leta 2012 je Odbor za svetovno dediščino dodal Liverpool – pomorsko trgovsko mesto na seznam ogrožene svetovne dediščine, pri čemer je navedel grožnje celovitosti območja zaradi načrtovanih urbanističnih projektov. Leta 2021 je bil mestu odvzet status svetovne dediščine.

## Seznam lokacij
V tabeli so navedene informacije o vsakem območju svetovne dediščine:
Ime: po seznamu Odbora za svetovno dediščino
Lokacija: v eni od sestavnih držav Združenega kraljestva in čezmorskih ozemelj, s koordinatami, ki jih zagotavlja UNESCO
Obdobje: pomembno časovno obdobje, običajno gradnje
Unescov podatek: referenčna številka območja, leto vpisa mesta na seznam svetovne dediščine in merila, pod katerimi je bilo navedeno
Opis: kratek opis mesta
| Ime                                                                       | Slika | Lokacija                                                                                 | Entiteta                                     | Koordinate                                      | Datacija                            | UNESCO data                                               | Opis |
| ------------------------------------------------------------------------- | ----- | ---------------------------------------------------------------------------------------- | -------------------------------------------- | ----------------------------------------------- | ----------------------------------- | --------------------------------------------------------- | --- |
| Industrijska pokrajina Blaenavon                                          |       | Blaenavon, Wales                                                                         | Wales                                        | 51°47′N 3°05′W / 51.78°N 3.08°W                 | 19. stoletje                        | 984; 2000; iii, iv                                        | V 19. stoletju je bil Wales največji proizvajalec železa in premoga na svetu. Blaenavon je primer pokrajine, ki so jo ustvarili industrijski procesi, povezani s proizvodnjo teh materialov. Območje vključuje kamnolome, javne stavbe, delavska stanovanja in železnico. |
| Blenheimska palača                                                        |       | Woodstock, Oxfordshire, Anglija                                                          | Anglija                                      | 51°50′28″N 1°21′40″W / 51.841°N 1.361°W         | 1705–1722                           | 425; 1987; ii, iv                                         | Blenheimsko palačo, rezidenco Johna Churchilla, sta zasnovala arhitekta John Vanbrugh in Nicholas Hawksmoor. Pripadajoči park je uredil Capability Brown. Palača je slavila zmago nad Francozi in je pomembna za vzpostavitev angleške romantične arhitekture kot ločene entitete od francoske klasične arhitekture. |
| Canterburyjska stolnica, Opatija sv. Avguština in Cerkev sv. Martina      |       | Canterbury, Kent, Anglija                                                                | Anglija                                      | 51°17′N 1°05′E / 51.28°N 1.08°E                 | 11. stoletje                        | 496; 1988; i, ii, vi                                      | Cerkev sv. Martina je najstarejša cerkev v Angliji. Cerkev in opatija sv. Avguština sta bili ustanovljeni v zgodnjih fazah uvajanja krščanstva med Anglosase. Stolnica predstavlja romansko in gotsko arhitekturo in je sedež anglikanske cerkve. |
| Gradovi in mestno obzidje kralja Edvarda I. v Gwyneddu                    |       | Conwy, Isle of Anglesey in Gwynedd, Wales                                                | Wales                                        | 53°08′20″N 4°16′34″W / 53.139°N 4.276°W         | 12.–13.–14. stoletje                | 374; 1986; i, iii, iv                                     | V času vladavine Edvard I. (1272–1307) je bila v Walesu zgrajena vrsta gradov z namenom pokoritve prebivalstva in ustanovitve angleških kolonij v Walesu. Svetovna dediščina zajema številne gradove, vključno: grad Beaumaris, grad Caernarfon, grad Conwy in grad Harlech. Gradove Edvarda I. vojaški zgodovinarji štejejo za vrhunec vojaške arhitekture. |
| Bath                                                                      |       | England, Somerset, Somerset, Anglija                                                     | Anglija                                      | 51°22′48″N 2°21′36″W / 51.380°N 2.360°W         | 1.–19. stoletje                     | 428; 1987; i, ii, iv                                      | Bath, ki so ga ustanovili Rimljani kot zdravilišče, pomembno središče industrije volne v srednjem veku in zdraviliško mesto v 18. stoletju, ima pestro zgodovino. Mesto je ohranjeno po rimskih ostankih in paladijevski arhitekturi. |
| Rudniki v Cornwallu in zahodnem Devonu                                    |       | Cornwall in Devon, Anglija                                                               | Anglija                                      | 50°08′N 5°23′W / 50.13°N 5.38°W                 | 18. in 19. stoletje                 | 1215; 2006; ii, iii, iv                                   | Rudarstvo kositra in bakra v Devonu in Cornwallu se je razmahnilo v 18. in 19. stoletju, na vrhuncu pa je območje proizvedlo dve tretjini svetovnega bakra. Tehnike in tehnologije, vključene v globoko rudarjenje, razvite v Devonu in Cornwallu, so bile uporabljene po vsem svetu |
| Industrijska krajina v dolini Derwent                                     |       | Zgornja dolina Derwent, Derbyshire, Anglija                                              | Anglija                                      | 53°01′12″N 1°29′56″W / 53.020°N 1.499°W         | 18. in 19. stoletje                 | 1030; 2001; ii, iv                                        | Mlini v dolini Derwent so bili rojstni kraj tovarniškega sistema; inovacije v dolini, vključno z razvojem delavskih stanovanj – kot na primer v Cromfordu – in strojev, kot je vodni okvir, so bile pomembne v industrijski revoluciji. Mlini v dolini Derwent so vplivali na Severno Ameriko in Evropo. |
| Obala v Dorsetu in vzhodnem Devonu                                        |       | Dorset in Devon, Anglija                                                                 | Anglija                                      | 50°42′N 2°59′W / 50.70°N 2.98°W                 |                                     | 1029; 2001; viii                                          | Pečine, ki sestavljajo obalo Dorseta in Devona, so pomembno najdišče fosilov in zagotavljajo stalen zapis o življenju na kopnem in v morju na tem območju od pred 185 milijoni let. |
| Grad Durham in stolnica v Durhamu                                         |       | Durham, Durham (grofija), Anglija                                                        | Anglija                                      | 54°46′26″N 1°34′30″W / 54.774°N 1.575°W         | 11. in 12. stoletje                 | 370; 1986; ii, iv, vi                                     | Stolnica v Durhamu je »največji in najboljši« primer normanske arhitekture v Angliji in obokanje je bilo del prihoda gotske arhitekture. Stolnica hrani relikvije svetega Cuthberta in Bede. Normanski grad je bil rezidenca Durhamskih knezov-škofov. |
| Angleška pokrajina Lake District                                          |       | Cumbria, Anglija                                                                         | Anglija                                      | 54°28′26″N 3°4′56″W / 54.47389°N 3.08222°W      |                                     | 422; 2017; ii, v, vi                                      | Jezersko okrožje, znano po slikoviti pokrajini gora, jezer, hiš, vrtov in parkov, je bilo od 18. stoletja naprej slavljeno s slikovito in romantično vizualno umetnostjo in literaturo. |
| Most čez zaliv Forth                                                      |       | Edinburgh, Inchgarvie in Fife, Škotska                                                   | Škotska                                      | 56°00′02″N 3°23′19″W / 56.000421°N 3.388726°W   | 1890                                | 1485; 2015; i, iv                                         | Forth Bridge je konzolni železniški most čez Firth of Forth na vzhodu Škotske, 14 kilometrov zahodno od središča mesta Edinburg. Velja za ikonično zgradbo in simbol Škotske. Zasnovala sta ga angleška inženirja sir John Fowler in sir Benjamin Baker, zgradil pa sir William Arrol iz Glasgowa, ki je zgradil tudi Tower Bridge v Londonu. |
| Meja Rimskega cesarstva                                                   |       | Severna Anglija in južna Škotska                                                         | Anglija, Škotska                             | 54°59′N 2°36′W / 54.99°N 2.60°W                 | 2. stoletje                         | 430; 1987 (modified in 2005 and 2008); ii, iii, iv        | Hadrijanov zid je bil zgrajen leta 122 našega štetja, Antoninov zid pa leta 142 našega štetja za obrambo Rimskega cesarstva pred "barbari". Območje svetovne dediščine je bilo prej uvrščeno samo kot Hadrijanov zid, vendar je bilo pozneje razširjeno na Antoninov zid na Škotskem ter pregrade, zidove in utrdbe v sodobni Nemčiji. |
| Velikanova pot in obalno sprehajališče                                    |       | Antrim (grofija), Severna Irska                                                          | Severna Irska                                | 55°14′24″N 6°30′40″W / 55.240°N 6.511°W         | 60–50 milijonov let v preteklosti   | 369; 1986; vii, viii                                      | Nasip je sestavljen iz 40.000 bazaltnih stebrov, ki štrlijo iz morja. Nastala je z vulkansko aktivnostjo v terciarnem obdobju. Bil je navdih za legende in je bil kraj razvoja v študijah Zemlje v zadnjih 300 letih. |
| Gorhamov jamski kompleks                                                  |       | Vzhodna stena Gibraltarske skale, Gibraltar                                              | Gibraltar                                    | 36°07′13″N 5°20′31″W / 36.120397°N 5.342075°W   | 33-23 tisoč let pred sedanjostjo    | 1500; 2016; iii                                           | Kompleks, ki ga sestavljajo štiri naravne morske jame, je zadnje znano mesto neandertalca pred približno 28.000 leti. Na mestu so tudi dokazi o zasedbi sodobnega človeka. |
| Otoka Gough in Inaccessible Island (Sveta Helena (otok))                  |       | Saint Helena Predloga:Podatki države Tristan da Cunha, Tristan da Cunha, Atlantski ocean | Saint Helena, Ascension and Tristan da Cunha | 40°19′05″S 9°56′07″W / 40.3181°S 9.9353°W       |                                     | 740; 1995 (modified in 2004); vii, x                      | Otoka Gough in Inaccessible Islands skupaj ohranjata ekosistem, ki ga človeštvo skorajda ni dotaknilo, s številnimi endemičnimi vrstami rastlin in živali. |
| Velika zdraviliška mesta Evrope                                           |       | Bath, Somerset, Somerset, Anglija · (Transnacionalna dediščina)}}                        | Anglija                                      |                                                 | 1.–20. stoletje                     | 1613; 2021; ii, iii                                       | Mesto Bath je eno izmed velikih zdraviliških mest v Evropi, ki je del svetovne dediščine in vsebuje več mest, ki so znana po svojih kopališčih. |
| Srce neolitskega Orkneyja                                                 |       | Orkney, Škotska                                                                          | Škotska                                      | 58°59′46″N 3°11′17″W / 58.996°N 3.188°W         | 3. tisočletje pr. n. št.            | 514; 1999; i, ii, iii, iv                                 | Zbirka neolitskih najdišč z različnimi nameni, od poklica do slovesnosti. Vključuje naselbino Skara Brae, komorno grobnico Maeshowe in kamnita kroga Stennessa in Ring of Brodgar |
| Hendersonov otok v Tihem oceanu                                           |       | Pitcairn, Henderson Island, Pitcairn Islands, Tihi ocean                                 | Pitcairnovi otoki                            | 24°21′S 128°19′W / 24.35°S 128.31°W             | n/a                                 | 487; 1988; vii, x                                         | Otok je atol na jugu Tihega oceana, katerega ekologije človek skorajda ni dotaknil, njegova osamljenost pa ponazarja dinamiko evolucije. Na otoku je endemičnih deset rastlinskih in štiri živalske vrste. |
| Saint George in okoliške utrdbe Bermudih                                  |       | Bermudi, St George, Bermuda                                                              | Bermuda                                      | 32°22′46″N 64°40′40″W / 32.379444°N 64.677778°W | 17.–20. stoletje                    | 983; 2000; iv                                             | St George's, ustanovljen leta 1612, je najstarejše angleško mesto v Novem svetu in primer načrtovanih mestnih naselbin, ki so jih v 17. stoletju v Novem svetu ustanovile kolonialne sile. Utrdbe ponazarjajo obrambne tehnike, razvite v 17. do 20. stoletju. |
| Soteska Ironbridge                                                        |       | Shropshire, Anglija                                                                      | Anglija                                      | 52°37′34″N 2°29′10″W / 52.626°N 2.486°W         | 18. stoletje                        | 371; 1986; i, ii, iv, vi                                  | Soteska Ironbridge vsebuje rudnike, tovarne, delavska stanovanja in prometno infrastrukturo, ki je bila ustvarjena v soteski med industrijsko revolucijo. Razvoj proizvodnje koksa na tem območju je pripomogel k začetku industrijske revolucije. Železni most je bil prvi most na svetu, zgrajen iz železa in je bil arhitekturno in tehnološko vpliven. |
| Observatorij Jodrell Bank                                                 |       | Cheshire, Anglija                                                                        | Anglija                                      | 53°14.5′N 2°18.7′W / 53.2417°N 2.3117°W         | 1945                                | 1594; 2019; i, ii, iv, vi                                 | Jodrell Bank, ki je na podeželskem območju severozahodne Anglije, kjer ni radijskih motenj, je eden vodilnih radioastronomskih observatorijev na svetu. Na začetku uporabe, leta 1945, so v posesti potekale raziskave kozmičnih žarkov, ki so jih zaznali radarski odmevi. Ta observatorij, ki še vedno deluje, vključuje več radijskih teleskopov in delovnih stavb, vključno z inženirskimi lopami in kontrolno stavbo. Jodrell Bank je imel velik znanstveni vpliv na področjih, kot so preučevanje meteorjev in Lune, odkritje kvazarjev, kvantna optika in sledenje vesoljskih plovil. Ta izjemna tehnološka zasedba ponazarja prehod iz tradicionalne optične astronomije v radioastronomijo (40. do 60. leta 20. stoletja), ki je povzročil korenite spremembe v razumevanju vesolja. |
| Maritime Greenwich                                                        |       | Greenwich, London, Veliki London, Anglija                                                | Anglija                                      | 51°28′45″N 0°00′00″E / 51.4791°N 0°E            | 17. in 18. stoletje                 | 795; 1997; i, ii, iv, vi                                  | Poleg prisotnosti prvega primera paladijevske arhitekture v Angliji in del Christopherja Wrena in Iniga Jonesa je območje pomembno za Kraljevi observatorij, kjer se je razvilo razumevanje astronomije in navigacije. |
| New Lanark                                                                |       | New Lanark, South Lanarkshire, Škotska                                                   | Škotska                                      | 55°40′N 3°47′W / 55.66°N 3.78°W                 | 19. stoletje                        | 429; 2001; ii, iv, vi                                     | Na podlagi tovarniškega sistema Richarda Arkwrighta, razvitega v dolini Derwent, je bila skupnost New Lanark ustanovljena za zagotavljanje stanovanj za delavce v mlinih. Filantrop Robert Owen je kupil mesto in ga spremenil v vzorčno skupnost, ki je zagotavljala javne objekte, izobraževanje in podpirala tovarniško reformo |
| Staro in novo mesto Edinburg                                              |       | Edinburgh, Škotska                                                                       | Škotska                                      | 55°56′49″N 3°11′28″W / 55.947°N 3.191°W         | 11.–19. stoletje                    | 728; 1995; ii, iv                                         | Staro mestno jedro Edinburgha je bilo ustanovljeno v srednjem veku, novo mesto pa je bilo razvito v letih 1767–1890. Kontrast razporeditev naselij v srednjem veku in novem veku. Postavitev in arhitektura novega mesta, katerega oblikovalca sta William Chambers in William Playfair, je vplivala na evropsko urbanistično oblikovanje v 18. in 19. stoletju. |
| Westminstrska palača in Westminstrska opatija vključno Cerkev sv. Marjete |       | Westminster, Veliki London, Anglija                                                      | Anglija                                      | 51°29′59″N 0°07′43″W / 51.4997°N 0.1286°W       | 10., 11. in 19. stoletje            | 426; 1987 (modified in 2008); i, ii, iv                   | Mesto je bilo od 11. stoletja vključeno v administracijo Anglije in kasneje Združenega kraljestva. Od kronanja Viljema Osvajalca so bili vsi angleški in britanski monarhi kronani v Westminstrski opatiji. Westminstrska palača, dom britanskega parlamenta, je primer gotske arhitekture; Cerkev sv. Marjete je župnijska cerkev palače in čeprav je nastala pred palačo in je bila zgrajena v 11. stoletju, je bila od takrat ponovno zgrajena. |
| Akvadukt in kanal Pontcysyllte                                            |       | Trevor, Wrexham, Wales in Shropshire, Anglija                                            | Wales, Anglija                               | 52°58′12″N 3°05′13″W / 52.970°N 3.087°W         | 1795–1805                           | 1303; 2009; i, ii, iv                                     | Akvadukt je bil zgrajen za prenos kanala Ellesmere čez dolino Dee. Akvadukt, dokončan med industrijsko revolucijo in zasnovan s strani škotskega inženirja Thomasa Telforda, je inovativno uporabil lito in kovano železo, kar je vplivalo na gradbeništvo po vsem svetu |
| Kraljevi botanični vrtovi v Kewu                                          |       | Kew, Veliki London, Anglija                                                              | Anglija                                      | 51°28′26″N 0°17′42″W / 51.474°N 0.295°W         | 18.–20. stoletje                    | 1084; 2003; ii, iii, iv                                   | Leta 1759 ustanovljeni vplivni Kew Gardens so zasnovali Charles Bridgeman, William Kent, Capability Brown in William Chambers. Vrtovi so bili uporabljeni za študij botanike in ekologije ter pospešili razumevanje predmetov. |
| Otočje St. Kilda                                                          |       | St Kilda, Škotska                                                                        | Škotska                                      | 57°48′58″N 8°34′59″W / 57.816°N 8.583°W         | n/a                                 | 387; 1987 (modified in 2005 and 2008); iii, v, vii, ix, x | Čeprav je naseljeno že več kot 2000 let, izolirano otočje St Kilda nima stalnih prebivalcev od leta 1930. Človeška dediščina otokov vključuje različne edinstvene arhitekturne značilnosti iz zgodovinskih in prazgodovinskih obdobij. St Kilda je tudi gojišče številnih pomembnih vrst morskih ptic, vključno z največjo svetovno kolonijo strmoglavcev in do 136.000 parov mormonov |
| Saltaire                                                                  |       | Saltaire, Shipley, West Yorkshire, Anglija                                               | Anglija                                      | 53°50′13″N 1°47′24″W / 53.837°N 1.790°W         | 1953–1853                           | 1028; 2001; ii, iv                                        | Saltaire je ustanovil lastnik mlina Titus Salt kot vzorčno vas za svoje delavce. Lokacija, ki vključuje Mlin za sol, je predstavljala javne stavbe za prebivalce in je bila primer paternalizma iz 19. stoletja. |
| Skrilasta pokrajina severozahodnega Walesa                                |       | Gwynedd, Wales                                                                           | Wales                                        |                                                 | 18.–20. stoletje                    | 1633; 2021; ii, v                                         | Šest ključnih območij, ki so vsa v Gwyneddu, je: kamnoloma Penrhyn Slate in Bethesda ter dolina Ogwen do Port Penrhyna; Gorska pokrajina kamnoloma skrilavca Dinorwig; Pokrajina kamnoloma skrilavca v dolini Nantlle; Kamnolomi skrilavca Gorseddau in Prince of Wales, železnice in mlin; Ffestiniog: njegovi rudniki in kamnolomi skrilavcev, 'mesto skrilavcev' in železnica do Porthmadoga; Kamnolom skrilavca Bryneglwys, vas Abergynolwyn in železnica Talyllyn |
| Stonehenge, Avebury in z njimi povezana mesta                             |       | Wiltshire, Anglija                                                                       | Anglija                                      | 51°10′44″N 1°49′31″W / 51.1788°N 1.8252°W       | 4.–2. tisočletje pr. n. št.         | 373; 1986 (modified in 2008); i, ii, iii                  | Neolitski najdišči Avebury in Stonehenge sta dva največja in najbolj znana megalitska spomenika na svetu. Nanašata se na človekovo interakcijo z okoljem. Namen hengesa je bil vir špekulacij, s predlogi, ki segajo od obreda do razlage kozmosa. "Povezana dediščine" vključujejo Silbury Hill, Beckhampton Avenue in West Kennet Avenue. |
| Kraljevi park Studley, vključno z ruševinami opatije Fountains            |       | North Yorkshire, Anglija                                                                 | Anglija                                      | 54°06′58″N 1°34′23″W / 54.116°N 1.573°W         | 1132 (opatija), 19. stoletje (park) | 372; 1986; i, iv                                          | Pred razpustitvijo samostanov sredi 16. stoletja je bila opatija Fountains ena največjih in najbogatejših cistercijanskih opatij v Angliji in je ena le redkih, ki je preživela od 12. stoletja. Kasnejši vrt, ki vključuje opatijo, je v veliki meri preživel v svoji prvotni zasnovi in je vplival na oblikovanje vrtov v Evropi. |
| Londonski Tower                                                           |       | Tower Hamlets, Veliki London, Anglija                                                    | Anglija                                      | 51°30′29″N 0°04′34″W / 51.5080°N 0.0761°W       | 11. stoletje                        | 488; 1988; ii, iv                                         | Londonski Tower, ki ga je leta 1066 med normanskim osvajanjem Anglije začel graditi Viljem Osvajalec, je simbol moči in primer normanske vojaške arhitekture, ki se je razširila po vsej Angliji. Z dozidavami Henrika III. in Edvarda I. v 13. stoletju je grad postal ena najvplivnejših zgradb te vrste v Angliji. |
| Plavajoča pokrajina Caithness in Sutherland                               |       | Caithness in Sutherland, Škotska · 58°20′53″N 3°59′0″W / 58.34806°N 3.98333°W            | Škotska                                      | 58°24′N 3°42′W / 58.4°N 3.7°W                   | N/A                                 | 1722; 2024; ix                                            | Dediščina je v regiji Škotsko višavje na Škotskem in velja za najbolj izjemen primer dejavno nakopičene barjanske pokrajine. Ta šotni ekosistem, ki se je kopičil v zadnjih 9000 letih, zagotavlja raznolikost habitatov, kjer živi posebna kombinacija vrst ptic, in prikazuje izjemno raznolikost značilnosti, ki jih ni mogoče najti nikjer drugje na Zemlji. Šotišča igrajo pomembno vlogo pri shranjevanju ogljika in tekoči ekološki procesi, ki tvorijo šoto, še naprej zajemajo ogljik v zelo velikem obsegu, kar predstavlja pomemben raziskovalni in izobraževalni vir. |

## Dediščina ni del seznama Združenega kraljestva
Poleg tega eno območje svetovne dediščine, ki spada znotraj suverene baze Akrotiri in Dekelija, velja za območje Cipra. To je zato, ker pogodba s Ciprom iz leta 1960 določa, da bo »starodavne spomenike in antiko upravljala in vzdrževala Republika Ciper«.
| Ime                 | Slika | Lokacija                                                                  | Kriterij            | Površina ha | Leto | Opis | Referenca     |
| ------------------- | ----- | ------------------------------------------------------------------------- | ------------------- | ----------- | ---- | ---- | ------------- |
| Pafos (Kourion del) |       | Kantonska Episkopija, Akrotiri in Dekelija · Episkopiija, Limassol, Ciper | kulturno: (iii)(vi) | N/A         | 1980 |      | [ 55 ] [ 56 ] |

## Poskusni seznam
Poskusni seznam je popis pomembne dediščine in naravnih območij, za katere država razmišlja, da bi jih vpisala na seznam svetovne dediščine in s tem postala območja svetovne dediščine. Poskusni seznam je mogoče kadar koli posodobiti, vendar je vključitev na seznam predpogoj, da se ga upošteva za vpis v petih do desetih letih.
Poskusni seznam Združenega kraljestva je bil nazadnje posodobljen 25. julija 2014 in je obsegal 11 območij (od katerih so 3 od takrat vpisana kot območja svetovne dediščine). Nepremičnine, ki ostanejo na poskusnem seznamu v letu 2022, so naslednje:
| Ime                                                                                | Slika | Lokacija                                                                  | Datacija                       | UNESCO data                 |
| ---------------------------------------------------------------------------------- | ----- | ------------------------------------------------------------------------- | ------------------------------ | --------------------------- |
| Ladjedelnica Chatham in njene obrambe                                              |       | Kent, Anglija · 51°39′47″N 0°53′40″E / 51.66306°N 0.89444°E               | 17.–19. stoletje               | 5670; 2012; ii, iv          |
| Creswell Crags                                                                     |       | Derbyshire, Anglija · 53°16′N 1°12′W / 53.26°N 1.20°W                     | 60–15 tisoč let v preteklosti  | 5671; 2012; iii             |
| Darwinov krajinski laboratorij                                                     |       | Veliki London, Anglija · 51°19′50″N 0°03′04″E / 51.33056°N 0.05111°E      | 1842–1882                      | 5672; 2012; iii, vi         |
| Sveta Helena (otok)                                                                |       | Saint Helena, Atlantski ocean} 16°0′0″N 5°45′0″W / 16.00000°N 5.75000°W   | N/A                            | 5675; 2012; x               |
| Zenit železnodobnega Shetlanda, vključno z Broh iz Mousa, Old Scatness in Jarlshof |       | Shetlandski otoki, Škotska                                                | 4000 let pred sedanjostjo      | 5677; 2012; iii, iv         |
| Dvojni samostan Wearmouth Jarrow                                                   |       | Tyne and Wear, Anglija                                                    | 672/3 (Wearmouth) 681 (Jarrow) | 5681; 2012; ii, iii, iv, vi |
| Otoki Turks in Caicos                                                              |       | Otoki Turks in Caicos, Karibsko morje 21°20′N 71°10′W / 21.333°N 71.167°W | N/A                            | 5682; 2012; x               |

Ministrstvo za kulturo, medije in šport je aprila 2023 objavilo posodobljen poskusni seznam Združenega kraljestva. Pet novih območij na seznamu bo še naprej razvijalo svoje nominacije, preden jih bo predložilo Unescu v oceno. 7 mest na posodobljenem seznamu je:
- Ljudski park Birkenhead
- Vzhodnoatlantska preletna pot – mokrišča vzhodne obale Anglije
- Plavajoča pokrajina Caithness in Sutherland
- Moravske cerkvene naselbine Gracehill
- Morski parki in zavarovano območje Little Cayman
- York
- Zenit železnodobnega Shetlanda